# Артикский район
Артикский район — административно-территориальная единица в составе Армянской ССР и Армении, существовавшая в 1930—1995 годах. Центр — Артик.

## История
Артикский район был образован в 1930 году. 
В 1962 году район был упразднён, но уже в 1964 восстановлен.
Упразднён в 1995 году при переходе Армении на новое административно-территориальное деление, став частью Ширакской области.

## География
На 1 января 1948 года территория района составляла 533 км². 

## Административное деление
По состоянию на 1948 год район включал 1 город (Артик) и 17 сельсоветов: Айреняцский, Аричский, Голкатский, Еканларский, Мец-Манташский, Меграшенский, Норашенский, Нор-Кяикский, Оромский, Паникский, Пемзашенский, Покр-Парнинский, Сараланджский, Саратакский, Спандарянский, Туфашенский, Ширванджухский.